# Brštanik
Brštanik (horvátul: Grad Brštanik), várrom Horvátországban, a Ploče közelében fekvő Opuzen faluban.

## Fekvése
Opuzen közelében Podgradina település felett találhatók Brštanik középkori várának maradványai.

## Története
Brštanikot a 13. században építették egy római erőd alapfalain. 1382-ben I. Tvrtko bosnyák király megerősíttette. Ebben az időben a vár alatt vásáros hely és sóraktárak voltak, a folyóparton pedig hajóépítő műhely működött. 1395 után már sem a várat sem a vásáros helyet nem említik a középkori források. A várat 15. században lerombolta a török, de 1686-ban a velenceiek újjáépítették és 1878-ig őrség állomásozott benne. 1886-tól kolerás betegeket ápoltak itt. 1938-ban a vár sajnálatosan leégett, azóta csak a romjai láthatók

## A vár mai állapota
Romjai több emeletnyi magasságban állnak a Neretva völgye feletti magaslaton.

## Fordítás
Ez a szócikk részben vagy egészben  a   Brštanik című horvát Wikipédia-szócikk ezen változatának fordításán alapul.  Az eredeti cikk szerkesztőit annak laptörténete sorolja fel. Ez a jelzés csupán a megfogalmazás eredetét és a szerzői jogokat jelzi, nem szolgál a cikkben szereplő információk forrásmegjelöléseként.